# Sober (canción de Pink)
«Sober» (Sobria) es el segundo sencillo lanzado por la cantante estadounidense Pink para su álbum Funhouse. El sencillo ha logrado un gran éxito a nivel mundial ingresando en el top 10 de varios países. Su vídeo se destaca por mostrar el lado narcisista de la cantante al mostrar escenas de un beso con ella misma por lo cual ha logrado crear grandes controversias. Una de las canciones más oscuras del álbum, se encuentra dentro del género Pop rock y rock alternativo.

## Información
Pink escribió esta canción en una fiesta organizada en su casa, donde todo el mundo estaba borracho, excepto ella, "quería salir de ese lugar" dice la cantante. Ella fue a la playa y tenía una línea en la cabeza que decía: "¿Cómo me siento tan bien sobria?". Finalmente, no tenía nada que ver con el alcohol, pero con la personalidad. "¿Cómo me siento tan bien sola, sin nadie que lo apoye?", dice Pink en una entrevista. También declaró que la canción fue una de las más oscuras que escribió para el álbum. "Sober es oscura, el tipo de canción triste. Y se trata de los vicios que elegimos y tuve esta idea en mi cabeza," Te gusta como me siento tan bien sobria? ... No sé es sólo una realidad, muy hermosa canción, una de mis favoritos."

## Vídeo
El video fue grabado en Estocolmo, Suecia, y fue lanzado a nivel mundial el 25 de noviembre. Fue dirigido por Jonas Åkerlund..

### Sinopsis
El vídeo comienza con las imágenes de la ciudad y, a continuación, un televisor está encendido en la habitación de Pink. La canción se inicia, y Pink se muestra en el dormitorio acostada sola en la cama, después se muestra a otra Pink en la puerta de la habitación. Cuando el primer verso se inicia, Pink se muestra sentada en un sofá en un partido donde su otra yo está borracha y coquetea con las niñas y otros personajes del vídeo. La Pink ebria se muestra en el cuarto de baño, vomitando. Pink entra en el cuarto de baño y se sienta al lado de su Doppelgänger, que parecía perturbada y, a continuación, paseos a cabo. Pink está acostada en la cama, le pide su Doppelgänger, pero Pink no responde a su celda. Como el coro empieza, Pink se muestra cantando en su cama en su dormitorio y en el sofá en el partido. Y, a continuación, las imágenes inquietantes de una sala blanca donde Pink está vestida con traje blanco y llevaba una peluca blanca pageboy se muestran. El versículo 2 se cantó en el mismo lugar. En el coro se inicia de nuevo, Pink se muestra caminando en la sala de GWhere el partido se celebró en todo el mundo está tachado y borracho, incluida su Doppelgänger. Varias escenas del video se muestra a continuación y el vídeo termina con uno de los Pink camina de la puerta de la habitación dejando a los otros Pink solos. Se desconoce si SonyBMG se mostrará el vídeo en canales de música, como lo muestra muy sexual lesbiana escenas con Pink y ella misma. En el Reino Unido e Irlanda, sin embargo, el vídeo musical aparece sin editar en Bubble Hits Irlanda y Fizz TV, pero apareció editado en Chart Show TV donde las escenas lésbicas entre Pink y su doppleganger son removidos para ser reemplazados por Pink fiesta en su casa, girando en torno a los bosques y otros paisajes disparos. Cuando la escena empieza lesbianas, Pink está mintiendo en la cama, sólo llevaba ropa interior y su sostén. La otra Pink entonces entra en la sala y sube en la parte superior de la una sobre la cama, vistiendo la misma ropa. En ese momento empiezan las dos a tener una relación sexual (no explícita en el video).

### Polémica
El vídeo causó controversia debido a que en él, la cantante muestra escenas lésbicas con una doble (haciendo ver como si tuviera relaciones sexuales con ella misma).

## Listas de posicionamiento

### Semanal
| Lista (2008)                           | Mejor posición |
| -------------------------------------- | -------------- |
| Australia (ARIA)                       | 6              |
| Austria (Ö3 Austria Top 40)            | 4              |
| Bélgica (Flandes) (Ultratop 50)        | 10             |
| Bélgica (Valonia) (Ultratop 50)        | 11             |
| Canadá (Canadian Hot 100)              | 8              |
| CIS Airplay (TopHit)                   | 61             |
| Croacia (HRT)                          | 3              |
| República Checa (Rádio Top 100)        | 1              |
| Dinamarca (Tracklisten)                | 14             |
| Europa (European Hot 100 Singles)      | 12             |
| Finlandia (OFC)                        | 8              |
| Francia (SNEP)                         | 123            |
| Alemania (Offizielle Deutsche Charts)  | 3              |
| Alemania (BVMI)                        | 1              |
| Hungría (Rádiós Top 40)                | 19             |
| Hungría (Single Top 40)                | 7              |
| Irlanda (IRMA)                         | 12             |
| México (Billboard Ingles Airplay)      | 4              |
| Países Bajos (Dutch Top 40)            | 3              |
| Países Bajos (Mega Single Top 100)     | 23             |
| Nueva Zelanda (Recorded Music NZ)      | 7              |
| Escocia (Scottish Singles Sales Chart) | 7              |
| Eslovaquia (Rádio Top 100)             | 2              |
| Suecia (Sverigetopplistan)             | 12             |
| Suiza (Schweizer Hitparade)            | 5              |
| Reino Unido (Official Charts Company)  | 9              |
| Estados Unidos (Billboard Hot 100)     | 15             |
| Estados Unidos (Adult Contemporary)    | 22             |
| Estados Unidos (Adult Top 40)          | 1              |
| Estados Unidos (Mainstream Top 40)     | 3              |

### Certificaciones
| País             | Certificado   | Ventas     |
| ---------------- | ------------- | ---------- |
| Estados Unidos   | Platino       |            |
| Australia        | Doble Platino |            |
| Nueva Zelanda    | Oro           | 7.500+     |
| Ventas Mundiales | Platino       | 4.480.000+ |